# عظمه (روستا)
 عظمه  (در عربی:  العَظمة )
نام روستایی است در دهستان القُلیس از توابع استان صَنعاء در کشور یمن در شبه جزیره عربستان.

## جمعیت
جمعیت آن (۹۰ ) نفر (۱۱ خانوار) می‌باشد.